# Igor Vraniak
Igor Vraniak, né le 12 mars 1959, en Tchécoslovaquie, est un ancien joueur tchécoslovaque puis slovaque de basket-ball. 

## Palmarès
- Finaliste du championnat d'Europe 1985